# Нігірське сільське поселення
Нігі́рське сільське поселення (рос. Нигирское сельское поселение) — сільське поселення у складі Ніколаєвського району Хабаровського краю Росії.
Адміністративний центр — село Нігір.

## Населення
Населення сільського поселення становить 312 осіб (2019; 482 у 2010, 729 у 2002).

## Склад
До складу сільського поселення входять:
| Населений пункт | Населення, осіб (2002) | Населення, осіб (2010) |
| --------------- | ---------------------- | ---------------------- |
| Віданово, село  | 90                     | 39                     |
| Нігір, село     | 639                    | 443                    |